# Гай Септимий Север Апер
Гай Септимий Север Апер (на латински: Gaius Septimius Severus Aper; * 175, † 212) е политик и сенатор на Римската империя през началото на 3 век.

## Биография
Апер произлиза от Лептис Магна, както император Септимий Север, и е вероятно внук на Публий Септимий Апер (суфектконсул юли 153 г.). През 207 г. той е консул заедно с Луций Аний Максим.
Апер е екзекутиран през 211/212 г. по заповед на император Каракала.